# Schleid (Thüringen)
Schleid is een gemeente in de Duitse deelstaat Thüringen, en maakt deel uit van de Wartburgkreis.
Schleid telt 1.027 inwoners. Schleid laat zijn bestuurstaken uitvoeren door de stad Geisa.
Amt Creuzburg ·
Bad Liebenstein ·
Bad Salzungen ·
Barchfeld-Immelborn ·
Berka v. d. Hainich ·
Bischofroda ·
Buttlar ·
Dermbach ·
Eisenach ·
Empfertshausen ·
Geisa ·
Gerstengrund ·
Gerstungen ·
Hörselberg-Hainich ·
Kaltennordheim ·
Krauthausen ·
Krayenberggemeinde ·
Lauterbach ·
Leimbach ·
Nazza ·
Oechsen ·
Ruhla ·
Schleid ·
Seebach ·
Treffurt ·
Unterbreizbach ·
Vacha ·
Weilar ·
Werra-Suhl-Tal ·
Wiesenthal ·
Wutha-Farnroda